# Mizející Ladak
Kniha Mizející Ladak s podtitulem Útržky z malého Tibetu aneb Po šedesátce mě doma nic nedrží je český cestopis napsaný publicistkou Jitkou Kulhánkovou. Knižně vyšel v roce 2011 v nakladatelství Práh v Praze. V roce 2006 se vydaly čtyři kamarádky ve věku "vyšší střední" do podhůří Himálaje, do Ladaku v Indii.  Cestovaly k bájné řece Indus, do velehor s ledovcovými vrcholky osmitisícovek, za drsnou přírodou v podhůří i za buddhistickými mnichy a jejich kláštery. Snažily se pochopit tamější tradice, kulturu a filozofii. Cestopis přibližuje historii, kulturu a geografii Ladaku.      
Kniha byla pokřtěna na festivalu TourFilm v Karlových Varech za účasti dvou  kmotrů – horolezkyně Kláry Kolouchové (Poláčkové), která jako první Češka zdolala Mount Everest, a cestovatele Martina Mykisky, znalce Ladaku a autora knih Pět měsíců v Himálaji aneb Ladak očima české rodiny a Po zamrzlé řece do nitra Himálaje.      